# Zsíros Linda
Zsíros Linda (1989 –) magyar színésznő, rendező, koreográfus. 

## Életpályája
1989-ben született. 2003–2007 között a szentesi Horváth Mihály Gimnázium tanulója volt. 2007–2009 között a Keleti István Alapfokú Művészetoktatási Intézményben színész II. képesítést szerzett. 2009–2014 között a Színház- és Filmművészeti Egyetem hallgatója volt, ahol színházrendező szakirányon végzett. 2014–2017 között szabadúszóként több színházban szerepelt, valamint dolgozott koreográfusként, táncosként. 2017–2022 között a kaposvári Csiky Gergely Színház tagja volt.

## Fontosabb színházi munkái
- Németh Ákos: Müller táncosai (Szereplő) - 2017/2018
- L. Frank Baum: Óz, a csodák csodája (Táncos) - 2015/2016
- Petőfi Sándor: János vitéz (koreográfus) - 2015/2016
- Tirso de Molina: Hol szoknya, hol nadrág (koreográfus) - 2014/2015
- Mihail Bulgakov: A Mester és Margarita (Szereplő) - 2014/2015
- Michael Ende: Momo (koreográfus) - 2014/2015
- A mi utcánk (Szereplő) - 2013/2014
- Heltai Jenő – Johann Nepomuk Nestroy: Lumpáciusz Vagabundusz (Szereplő) - 2013/2014
- Presser Gábor – Adamis Anna: Popfesztivál 40 (Szereplő) - 2013/2014
- Theodora Herghelegiu: Tündéri (Szereplő a bemutatón) (koreográfus) - 2012/2013
- Jon Fosse: Valaki jön majd (koreográfus) - 2012/2013
- Arany János: Toldi (Szereplő, Szereplő) - 2012/2013
- Branimir Šćepanović: Földbe némult száj (koreográfus) - 2012/2013
- Visky András: Megöltem az anyámat (koreográfus) - 2011/2012
- Amit a hegyen hallani (Alkotó) - 2011/2012

## Film- és sorozatszerepei
- Megdönteni Hajnal Tímeát (2014) ...fiatal Tímea
- Magánnyomozók (2013)
- Aranyélet (2015) ...Részeg lány
- Oltári csajok (2017) ...Mihályi Enikő
- A mi kis falunk (2023) ...Hosztesz